# Charles Rought
Charles Gardner Rought (Surbiton, Londres, 16 d'octubre de 1884 – Lambeth, Londres, 31 de gener de 1919) va ser un remer anglès que va competir a començaments del segle xx.
Nascut Surbiton, fou membre del Thames Rowing Club. El 1909 i 1911 integrà la tripulació que guanyà la Stewards Challenge Cup de la Henley Royal Regatta. El 1912 va prendre part en els Jocs Olímpics d'Estocolm, on guanyà la medalla de plata en la competició del quatre amb timoner del programa de rem, formant equip amb Julius Beresford, Karl Vernon, Bruce Logan i Geoffrey Carr.
Durant la Primera Guerra Mundial va servir a al Royal West Surrey Regiment, però passà bona part de la guerra com a presoner de guerra. Rought morí al districte de Lambeth als 34 anys. Rought estava esperant la desmobilització en el momen de la seva mort, per la qual cosa, tècnicament, morí en acte de servei.